# Хукема, Уки
Эйлке Пибе (Уки) Хукема (нидерл. Uilke Piebe "Oeki" Hoekema; род. 28 января 1949, Леуварден, Нидерланды) — нидерландский футболист, нападающий.

## Карьера

### Клубная карьера
Уки Хукема начал заниматься футболом в клубе «Леуварден». Во взрослом футболе дебютировал в 1965 году в клубе «Камбюр». С 1966 году выступал за «Гоу Эхед Иглз», в котором провёл пять сезонов, приняв участие в 119 матчах. В 1971 году перешёл в клуб ПСВ, за который сыграл пять матчей в Кубке УЕФА, забив два гола.
В 1974—1976 годах выступал за бельгийский «Льерс», в составе которого сыграл финале Кубка Бельгии 1976 года, проиграв «Андерлехту». Всего за «Льерс» сыграл 63 матча, забив 28 голов.
В 1976 году вернулся в Нидерланды, где начал выступать за команду клуба АДО Ден Хааг. В 1979 году перешёл в «Камбюр».
Завершил карьеру футболиста в 1981 году в составе клуба «Вагенинген».

### Карьера в сборной
17 ноября 1971 года провёл свой единственный матч в составе национальной сборной Нидерландов против Люксембурга в отборочном этапе на Чемпионат Европы 1972 года. В том матче ему удалось забить один из восьми голов нидерландцев.